# Associazione Sportiva Roma 1988-1989
Questa voce raccoglie le informazioni riguardanti l'Associazione Sportiva Roma nelle competizioni ufficiali della stagione 1988-1989.

## Stagione

Rudi Völler, miglior marcatore stagionale in campionato della Roma, alle prese con Cuttone nella trasferta di Cesena del 20 novembre 1988

Nella stagione 1988-1989, dopo aver ottenuto il terzo posto nella stagione precedente, il presidente Dino Viola investe grosse somme per acquistare l'attaccante Ruggiero Rizzitelli dal Cesena e i due brasiliani Renato e Andrade dal Flamengo, nel tentativo di rendere più competitiva la squadra. Tuttavia la Roma, condizionata anche dal pessimo rendimento dei due stranieri, disputa una stagione per nulla positiva in cui Liedholm viene esonerato e sostituito dal duo Luciano Lupi-Luciano Spinosi, per poi essere richiamato dopo quattro giornate, nelle quali la coppia ha ottenuto due pareggi e due sconfitte.
In questo contesto la Roma naviga nella metà inferiore della classifica, raggiungendo tuttavia l'ultima posizione utile per l'accesso in Coppa UEFA all'ultimo turno, in coabitazione con la Fiorentina. Date le disposizioni del regolamento, le due squadre devono affrontarsi in uno spareggio in campo neutro che vede prevalere i viola con un gol, per ironia della sorte, di Roberto Pruzzo, ceduto dalla Roma durante il mercato estivo. Sottotono sono anche le prestazioni nelle Coppe: mentre in Coppa Italia i giallorossi superano la prima fase vincendo il quinto girone, ma poi vengono eliminati nella seconda fase, in Coppa UEFA la squadra raggiunge a fatica gli ottavi di finale dove è eliminata dalla Dinamo Dresda con un doppio 2-0, dopo aver superato i primi due turni

## Divise e sponsor
Lo sponsor tecnico è NR, lo sponsor ufficiale è Barilla. La prima divisa è costituita da maglia rossa con colletto a polo giallo, pantaloncini rossi e calzettoni rossi bordati di giallo. In trasferta i Lupi usano una maglia bianca con colletto a polo rosso, pantaloncini bianchi, calzettoni bianchi bordati di rosso. I portieri usano una divisa costituita pantaloncini e calzettoni neri abbinati a maglie con colletto a polo gialle e verdi con decorazioni nere.
| Casa | Casa (alternativa) | Trasferta | 1ª portiere | 2ª portiere |

## Organigramma societario
Di seguito l'organigramma societario.
Area direttiva
Presidente: Dino Viola
Area tecnica
Direttore tecnico: Nils Liedholm, da febbraio Luciano Lupi, da aprile di nuovo Liedholm.
Allenatore: Angelo Sormani,da febbraio Luciano Spinosi, da aprile di nuovo Sormani.
Area sanitaria
Medico sociale: Ernesto Alicicco

## Rosa
Di seguito la rosa.
| N. |                    | Ruolo | Calciatore          |
| -- | ------------------ | ----- | ------------------- |
|    | Italia (bandiera)  | P     | Luca Alidori        |
|    | Italia (bandiera)  | P     | Alberto Menotti     |
|    | Italia (bandiera)  | P     | Angelo Peruzzi      |
|    | Italia (bandiera)  | P     | Franco Tancredi     |
|    | Italia (bandiera)  | D     | Ugo Cipelli         |
|    | Italia (bandiera)  | D     | Fulvio Collovati    |
|    | Italia (bandiera)  | D     | Gabriele Grossi     |
|    | Italia (bandiera)  | D     | Moreno Ferrario     |
|    | Italia (bandiera)  | D     | Sebastiano Nela     |
|    | Italia (bandiera)  | D     | Emidio Oddi         |
|    | Italia (bandiera)  | D     | Antonio Tempestilli |
|    | Brasile (bandiera) | C     | Andrade             |
|    | Italia (bandiera)  | C     | Daniele Berretta    |
|    | Italia (bandiera)  | C     | Bruno Conti         |
|    | Italia (bandiera)  | C     | Alessandro Cucciari |

| N. |                           | Ruolo | Calciatore                   |
| -- | ------------------------- | ----- | ---------------------------- |
|    | Italia (bandiera)         | C     | Fabrizio Di Mauro            |
|    | Italia (bandiera)         | C     | Stefano Desideri             |
|    | Italia (bandiera)         | C     | Manuel Gerolin               |
|    | Italia (bandiera)         | C     | Giuseppe Giannini (capitano) |
|    | Italia (bandiera)         | C     | Lionello Manfredonia         |
|    | Italia (bandiera)         | C     | Roberto Policano             |
|    | Italia (bandiera)         | C     | Alessio Scarchilli           |
|    | Italia (bandiera)         | C     | Gianluca Signorini           |
|    | Italia (bandiera)         | C     | Francesco Statuto            |
|    | Italia (bandiera)         | A     | Leonardo Aiello              |
|    | Italia (bandiera)         | A     | Paolo Baldieri               |
|    | Italia (bandiera)         | A     | Daniele Massaro              |
|    | Brasile (bandiera)        | A     | Renato                       |
|    | Italia (bandiera)         | A     | Ruggiero Rizzitelli          |
|    | Germania Ovest (bandiera) | A     | Rudi Völler                  |

## Calciomercato
Di seguito il calciomercato.

### Sessione estiva
| Acquisti | Acquisti            | Acquisti | Acquisti                                         |
| R.       | Nome                | da       | Modalità                                         |
| -------- | ------------------- | -------- | ------------------------------------------------ |
| D        | Moreno Ferrario     | Napoli   | definitivo                                       |
| C        | Andrade             | Flamengo | definitivo (1,5 Mld. £)                          |
| C        | Angelo Di Livio     | Perugia  | fine prestito                                    |
| C        | Stefano Impallomeni | Cesena   | fine prestito                                    |
| A        | Paolo Baldieri      | Empoli   | definitivo                                       |
| A        | Renato              | Flamengo | definitivo (3 Mld. £)                            |
| A        | Ruggiero Rizzitelli | Cesena   | definitivo (5.7 Mld. £ + contropartite tecniche) |

| Cessioni | Cessioni              | Cessioni          | Cessioni      |
| R.       | Nome                  | a                 | Modalità      |
| -------- | --------------------- | ----------------- | ------------- |
| P        | Paolo Onorati         | Pro Livorno       | definitivo    |
| C        | Massimiliano Cappioli | Cagliari          | definitivo    |
| C        | Gianni Cavezzi        | Latina            | definitivo    |
| C        | Angelo Di Livio       | Perugia           | definitivo    |
| C        | Stefano Impallomeni   | Parma             | prestito      |
| C        | Sergio Domini         | Cesena            | definitivo    |
| A        | Massimo Agostini      | Cesena            | definitivo    |
| A        | Edoardo Artistico     | Lanerossi Vicenza | fine prestito |
| A        | Zbigniew Boniek       | -                 | fine carriera |
| A        | Roberto Pruzzo        | Fiorentina        | definitivo    |

### Sessione autunnale
| Acquisti | Acquisti          | Acquisti | Acquisti   |
| R.       | Nome              | a        | Modalità   |
| -------- | ----------------- | -------- | ---------- |
| C        | Fabrizio Di Mauro | Avellino | definitivo |
| A        | Daniele Massaro   | Milan    | prestito   |

| Cessioni | Cessioni           | Cessioni | Cessioni   |
| R.       | Nome               | a        | Modalità   |
| -------- | ------------------ | -------- | ---------- |
| C        | Gianluca Signorini | Genoa    | definitivo |
| A        | Paolo Baldieri     | Avellino | definitivo |

## Risultati

### Serie A

#### Girone di andata
| Pescara 9 ottobre 1988, ore 15:00 1ª giornata | Pescara             | 0 – 0 referto | Roma | Stadio Adriatico\| Arbitro: \| F. Baldas (Trieste) \| |
| Arbitro:                                      | F. Baldas (Trieste) |               |      |                                                       |

| Arbitro: | Lo Bello (Siracusa) |

|  |           |              |
|  | Marcatori | 79’ Desideri |

| Arbitro: | Cornieti (Forlì) |

|                |           |              |
| Rizzitelli 70’ | Marcatori | 87’ Pasculli |

| Arbitro: | Pairetto (Torino) |

|                      |           |  |
| Berti 19’ Serena 84’ | Marcatori |  |

| Arbitro: | Sguizzato (Verona) |

|                                |           |              |
| Rizzitelli 25’ Tempestilli 68’ | Marcatori | 41’ Faccenda |

| Arbitro: | Pezzella (Frattamaggiore) |

|              |           |          |
| Agostini 87’ | Marcatori | 65’ Nela |

| Arbitro: | Magni (Bergamo) |

|              |           |                        |
| Policano 75’ | Marcatori | 25’ Edu 71’, 83’ Fuser |

| Arbitro: | Amendolia (Messina) |

|  |           |                        |
|  | Marcatori | 36’ Völler 78’ Massaro |

| Arbitro: | Beschin (Legnago) |

|              |           |  |
| Giannini 22’ | Marcatori |  |

| Arbitro: | Pairetto (Torino) |

|  |           |                                   |
|  | Marcatori | 52’ Nela 81’ Massaro 90’ Policano |

| Arbitro: | Agnolin (Bassano del Grappa) |

|            |           |  |
| Völler 87’ | Marcatori |  |

| Arbitro: | F. Baldas (Trieste) |

|                     |           |                                                   |
| Giannini 83’ (rig.) | Marcatori | 12’ Altobelli 78’ Rui Barros 90+1’ (rig.) Cabrini |

| Arbitro: | D'Elia (Salerno) |

|              |           |  |
| Di Canio 25’ | Marcatori |  |

| Arbitro: | Lanese (Messina) |

|            |           |                                       |
| Völler 11’ | Marcatori | 7’ Tassotti 31’ Van Basten 78’ Virdis |

| Arbitro: | Lo Bello (Siracusa) |

|                    |           |                      |
| Borgonovo 41’, 71’ | Marcatori | 3’ Massaro 31’ Conti |

| Roma 5 febbraio 1989, ore 15:00 16ª giornata | Roma                | 0 – 0 referto | Verona | Stadio Olimpico di Roma (circa 30.000 spett.)\| Arbitro: \| Amendolia (Messina) \| |
| Arbitro:                                     | Amendolia (Messina) |               |        |                                                                                    |

| Arbitro: | Sguizzato (Verona) |

|                       |           |                       |
| Evair 45’ Madonna 87’ | Marcatori | 3’ Massaro 20’ Völler |

#### Girone di ritorno
| Arbitro: | Luci (Firenze) |

|                     |           |                    |
| Giannini 61’ (rig.) | Marcatori | 45’, 52’, 70’ Tita |

| Arbitro: | Paparesta (Bari) |

|           |           |               |
| Völler 9’ | Marcatori | 68’ De Marchi |

| Lecce 5 marzo 1989, ore 15:00 20ª giornata | Lecce             | 0 – 0 referto | Roma | Stadio Via del Mare (circa 18.000 spett.)\| Arbitro: \| Pairetto (Torino) \| |
| Arbitro:                                   | Pairetto (Torino) |               |      |                                                                              |

| Arbitro: | Lanese (Messina) |

|  |           |                                  |
|  | Marcatori | 12’ Matthäus 22’ Serena 75’ Diaz |

| Arbitro: | D'Elia (Salerno) |

|                |           |  |
| Boccafresca 3’ | Marcatori |  |

| Arbitro: | Pezzella (Frattamaggiore) |

|            |           |  |
| Völler 55’ | Marcatori |  |

| Arbitro: | Paparesta (Bari) |

|                           |           |            |
| Müller 31’, 83’ Fuser 69’ | Marcatori | 60’ Völler |

| Arbitro: | Magni (Bergamo) |

|              |           |  |
| Desideri 59’ | Marcatori |  |

| Arbitro: | Luci (Firenze) |

|  |           |                |
|  | Marcatori | 2’ Manfredonia |

| Arbitro: | Lanese (Messina) |

|              |           |              |
| Policano 39’ | Marcatori | 59’ Giordano |

| Arbitro: | Lo Bello (Siracusa) |

|            |           |            |
| Careca 58’ | Marcatori | 75’ Völler |

| Arbitro: | Cornieti (Forlì) |

|                                          |           |                     |
| Manfredonia 23’ (aut.) Magrin 85’ (rig.) | Marcatori | 29’ (rig.) Giannini |

| Roma 28 maggio 1989, ore 16:30 30ª giornata | Roma             | 0 – 0 referto | Lazio | Stadio Olimpico di Roma (circa 60.000 spett.)\| Arbitro: \| D'Elia (Salerno) \| |
| Arbitro:                                    | D'Elia (Salerno) |               |       |                                                                                 |

| Arbitro: | Nicchi (Arezzo) |

|                                                                 |           |             |
| Tassotti 3’ Tempestilli 52’ (aut.) Van Basten 56’ F. Baresi 82’ | Marcatori | 40’ Massaro |

| Arbitro: | Frigerio (Milano) |

|                         |           |               |
| Giannini 35’ Völler 86’ | Marcatori | 32’ Borgonovo |

| Verona 18 giugno 1989, ore 17:00 33ª giornata | Verona          | 0 – 0 referto | Roma | Stadio Marcantonio Bentegodi (circa 18.000 spett.)\| Arbitro: \| Magni (Bergamo) \| |
| Arbitro:                                      | Magni (Bergamo) |               |      |                                                                                     |

| Arbitro: | Amendolia (Messina) |

|                         |           |                   |
| Giannini 43’ Völler 66’ | Marcatori | 7’ (rig.) Madonna |

#### Spareggio per l'ammissione in Coppa UEFA
| Arbitro: | Pezzella (Frattamaggiore) |

|  |           |            |
|  | Marcatori | 11’ Pruzzo |

### Coppa Italia

#### Primo turno
| Arbitro: | Frigerio (Milano) |

|                     |           |                                 |
| Labadini 41’ (rig.) | Marcatori | 27’ Völler 38’ Renato 57’ Conti |

| Arbitro: | Lo Bello (Siracusa) |

|                          |           |                                |
| Baiano 46’ Cristiani 83’ | Marcatori | 7’ Völler 53’ Conti 60’ Renato |

| Arbitro: | Pezzella (Frattamaggiore) |

|                           |           |                     |
| Casiraghi 22’ Mancuso 60’ | Marcatori | 40’ (rig.) Giannini |

| Arbitro: | Pairetto (Torino) |

|                                    |           |  |
| Giannini 44’ (rig.) Rizzitelli 62’ | Marcatori |  |

| Arbitro: | Paparesta (Bari) |

|                                               |           |                         |
| Conti 50’ Rizzitelli 54’, 58’, 68’ Renato 88’ | Marcatori | 25’ Madonna 79’ Scaglia |

#### Secondo turno
| Arbitro: | D'Elia (Salerno) |

|                                              |           |                     |
| Severeyns 50’ Piovanelli 57’ Been 85’ (rig.) | Marcatori | 73’ (rig.) Giannini |

| Arbitro: | Magni (Bergamo) |

|                |           |  |
| Spigarelli 78’ | Marcatori |  |

| Arbitro: | Paparesta (Bari) |

|                                                      |           |            |
| Policano 13’ Völler 27’ Giannini 55’ Tempestilli 66’ | Marcatori | 29’ Júnior |

### Coppa UEFA
| Arbitro: | Rosa dos Santos |

|                     |           |                       |
| Desideri 48’ (rig.) | Marcatori | 44’ Sané 59’ Eckstein |

| Arbitro: | Butenko |

|                     |           |                                   |
| Eckstein 20’ (rig.) | Marcatori | 9’ Völler 34’ Policano 93’ Renato |

| Arbitro: | Hartman |

|                                             |           |                |
| Đukić 17’, 77’ Vermezović 31’ Milojević 54’ | Marcatori | 10’, 68’ Conti |

| Arbitro: | Sanchez Arminio |

|                                |           |  |
| Völler 20’ Giannini 71’ (rig.) | Marcatori |  |

| Arbitro: | Biguet |

|                               |           |  |
| Gütschow 15’ (rig.) Minge 81’ | Marcatori |  |

| Arbitro: | Kohl |

|  |           |                          |
|  | Marcatori | 69’ Gütschow 80’ Kirsten |

## Statistiche

### Statistiche di squadra
Di seguito le statistiche di squadra.
| Competizione | Punti | In casa | In casa | In casa | In casa | In casa | In casa | In trasferta | In trasferta | In trasferta | In trasferta | In trasferta | In trasferta | Totale | Totale | Totale | Totale | Totale | Totale | D.R. |
| Competizione | Punti | G       | V       | N       | P       | Gf      | Gs      | G            | V            | N            | P            | Gf           | Gs           | G      | V      | N      | P      | Gf     | Gs     | D.R. |
| ------------ | ----- | ------- | ------- | ------- | ------- | ------- | ------- | ------------ | ------------ | ------------ | ------------ | ------------ | ------------ | ------ | ------ | ------ | ------ | ------ | ------ | ---- |
| Serie A      | 34    | 17      | 7       | 5       | 5       | 17      | 21      | 17           | 4            | 7            | 6            | 16           | 19           | 34     | 11     | 12     | 11     | 33     | 40     | -7   |
| Spareggio    | -     | 1       | 0       | 0       | 1       | 0       | 1       | -            | -            | -            | -            | -            | -            | 1      | 0      | 0      | 1      | 0      | 1      | -1   |
| Coppa Italia | -     | 3       | 3       | 0       | 0       | 11      | 3       | 5            | 2            | 0            | 3            | 8            | 9            | 8      | 5      | 0      | 3      | 19     | 12     | +7   |
| Coppa UEFA   | -     | 3       | 1       | 0       | 2       | 3       | 4       | 3            | 1            | 0            | 2            | 5            | 7            | 6      | 2      | 0      | 4      | 8      | 11     | -3   |
| Totale       | -     | 24      | 11      | 5       | 8       | 31      | 29      | 25           | 7            | 7            | 11           | 29           | 35           | 49     | 18     | 12     | 19     | 60     | 64     | -4   |

### Andamento in campionato
| Giornata  | 1 | 2 | 3 | 4 | 5 | 6 | 7 | 8 | 9 | 10 | 11 | 12 | 13 | 14 | 15 | 16 | 17 | 18 | 19 | 20 | 21 | 22 | 23 | 24 | 25 | 26 | 27 | 28 | 29 | 30 | 31 | 32 | 33 | 34 |
| --------- | - | - | - | - | - | - | - | - | - | -- | -- | -- | -- | -- | -- | -- | -- | -- | -- | -- | -- | -- | -- | -- | -- | -- | -- | -- | -- | -- | -- | -- | -- | -- |
| Luogo     | T | T | C | T | C | T | T | T | C | T  | C  | C  | T  | C  | T  | C  | T  | C  | C  | T  | C  | T  | C  | T  | C  | T  | C  | T  | T  | C  | T  | C  | T  | C  |
| Risultato | N | V | N | P | V | N | P | V | V | V  | V  | P  | P  | P  | N  | N  | N  | P  | N  | N  | P  | P  | V  | P  | V  | V  | N  | N  | P  | N  | P  | V  | N  | V  |
| Posizione | 8 | 4 | 4 | 9 | 7 | 6 | 9 | 7 | 6 | 4  | 3  | 5  | 6  | 7  | 7  | 7  | 7  | 7  | 7  | 8  | 8  | 8  | 8  | 8  | 8  | 8  | 8  | 8  | 8  | 8  | 8  | 8  | 8  | 8  |

Legenda:

Luogo: C = Casa; T = Trasferta. Risultato: V = Vittoria; N = Pareggio; P = Sconfitta.

### Statistiche dei giocatori
Di seguito le statistiche dei giocatori.
| Giocatore      | Serie A  | Serie A | Spareggio UEFA | Spareggio UEFA | Coppa Italia | Coppa Italia | Coppa UEFA | Coppa UEFA | Totale   | Totale |
| Giocatore      | Presenze | Reti    | Presenze       | Reti           | Presenze     | Reti         | Presenze   | Reti       | Presenze | Reti   |
| -------------- | -------- | ------- | -------------- | -------------- | ------------ | ------------ | ---------- | ---------- | -------- | ------ |
| L. Alidori     | 0        | -0      | -              | -              | -            | -            | -          | -          | 0        | -0     |
| A. Menotti     | -        | -       | 0              | -0             | -            | -            | -          | -          | 0        | -0     |
| A. Peruzzi     | 12       | -16     | -              | -              | 7            | -11          | 1          | -2         | 20       | -29    |
| F. Tancredi    | 22       | -24     | 1              | -1             | 1            | -1           | 5          | -9         | 29       | -35    |
| U. Cipelli     | -        | -       | -              | -              | -            | -            | 0          | 0          | 0        | 0      |
| F. Collovati   | 19       | 0       | 1              | 0              | 8            | 0            | 5          | 0          | 33       | 0      |
| M. Ferrario    | 12       | 0       | 0              | 0              | -            | -            | -          | -          | 12       | 0      |
| G. Grossi      | 0        | 0       | -              | -              | -            | -            | -          | -          | 0        | 0      |
| S. Nela        | 32       | 2       | 1              | 0              | 6            | 0            | 6          | 0          | 45       | 2      |
| E. Oddi        | 27       | 0       | 0              | 0              | 4            | 0            | 4          | 0          | 35       | 0      |
| A. Tempestilli | 25       | 1       | 1              | 0              | 5            | 1            | 5          | 0          | 36       | 2      |
| Andrade        | 9        | 0       | -              | -              | 3            | 0            | 5          | 0          | 17       | 0      |
| D. Berretta    | 0        | 0       | -              | -              | -            | -            | -          | -          | 0        | 0      |
| B. Conti       | 14       | 1       | -              | -              | 7            | 2            | 6          | 2          | 27       | 5      |
| A. Cucciari    | -        | -       | -              | -              | -            | -            | -          | -          | -        | -      |
| F. Di Mauro    | 14       | 0       | 1              | 0              | 3            | 0            | -          | -          | 18       | 0      |
| S. Desideri    | 27       | 2       | 1              | 0              | 5            | 0            | 5          | 1          | 38       | 3      |
| M. Gerolin     | 19       | 0       | 1              | 0              | 7            | 0            | 6          | 0          | 33       | 0      |
| G. Giannini    | 32       | 6       | 1              | 0              | 6            | 4            | 5          | 1          | 44       | 11     |
| L. Manfredonia | 29       | 1       | 1              | 0              | 8            | 0            | 4          | 0          | 42       | 1      |
| R. Policano    | 18       | 3       | -              | -              | 7            | 1            | 5          | 1          | 30       | 5      |
| A. Scarchilli  | 0        | 0       | -              | -              | -            | -            | -          | -          | 0        | 0      |
| G. Signorini   | -        | -       | -              | -              | 2            | 0            | 1          | 0          | 3        | 0      |
| F. Statuto     | 0        | 0       | -              | -              | -            | -            | 0          | 0          | 0        | 0      |
| L. Aiello      | -        | -       | -              | -              | -            | -            | 0          | 0          | 0        | 0      |
| P. Baldieri    | -        | -       | -              | -              | 4            | 0            | -          | -          | 4        | 0      |
| D. Massaro     | 30       | 5       | 1              | 0              | 1            | 0            | -          | -          | 32       | 5      |
| R. Renato      | 23       | 0       | 1              | 0              | 6            | 2            | 3          | 1          | 33       | 3      |
| R. Rizzitelli  | 20       | 2       | 0              | 0              | 5            | 1            | 2          | 0          | 27       | 3      |
| R. Völler      | 29       | 10      | 1              | 0              | 7            | 3            | 6          | 2          | 43       | 15     |

## Giovanili

### Piazzamenti
- Primavera:
  - Campionato Primavera
  - Coppa Italia Primavera
  - Torneo di Viareggio: Finalista

### Videografia
- Manuela Romano (a cura di), La storia della A.S. Roma (10 DVD-Video), Corriere dello Sport, Rai Trade, 2006.